# Cardiocrinum cordatum
Cardiocrinum cordatum là một loài thực vật có hoa trong họ Liliaceae. Loài này được (Thunb.) Makino miêu tả khoa học đầu tiên năm 1913.